# Severino Di Giovanni
Severino Di Giovanni (Chieti, 17 marzo 1901 – Buenos Aires, 1º febbraio 1931) è stato un tipografo e anarchico italiano.

## Biografia
Arrivò in Argentina e si stabilì nella città di Morón, provincia di Buenos Aires, da dove si recava quotidianamente nella città di Buenos Aires per lavorare come tipografo. L'Argentina negli anni '20 era governata dal partito radicale moderato, durante il presidenze successive di Hipólito Yrigoyen (1916-1922 e 1928-1930) e Marcelo T. de Alvear (1922-1928). Questo fu il periodo dell'ultima grande ondata di immigrati italiani. A loro Severino rivolgeva la maggior parte della sua propaganda politica e dei suoi scritti, principalmente attraverso il suo giornale più famoso, Culmine, che scriveva di notte. Fu un momento propizio, poiché molti altri anarchici italiani si stavano organizzando in Argentina, il paese sudamericano dove più si diffondevano le idee libertarie.
A Buenos Aires incontrò Paulino Scarfó, un anarchico argentino di origine italiana, e sua sorella, América Scarfó, anche lei anarchica, all'età di 18 anni, che sarebbe stata la sua compagna romantica per tutta la vita.
La posizione di Di Giovanni era vicina al gruppo più radicale dell'anarchismo argentino, incentrato sui sindacati autonomi e sul quotidiano La Antorcha diretto da Rodolfo González Pacheco e Teodoro Antillí, contrario al settore "moderato" rappresentato da FORA e dal quotidiano guidato La Protesta di Emilio López Arango – che si ritiene abbia ucciso – e Diego Abad de Santillán.
La sua prima sonora rappresentazione pubblica avvenne il 6 giugno 1925, quando al Teatro Colón si tenne uno spettacolo speciale per celebrare il 25º anniversario dell'ascesa di Vittorio Emanuele III al trono d'Italia, alla presenza del presidente Alvear e dell'ambasciatore fascista, Conte Luigi Aldrovandi Marescotti. Un gruppo di militanti anarchici, tra cui Di Giovanni, interruppe lo spettacolo lanciando volantini e gridando "Assassini, ladri!" ai dignitari italiani. L'incidente terminò con una rissa con le "camicie nere" che scortavano l'ambasciatore e con l'imprigionamento di Severino e dei suoi compagni.
Di Giovanni partecipa e protesta anche alle manifestazioni di solidarietà per l'arresto e l'esecuzione di Sacco e Vanzetti nel 1927. Trascorre gran parte della sua permanenza in Argentina come latitante, dovendosi spostare continuamente da un luogo all'altro del paese con la famiglia per evitare essere arrestato.

Di Giovanni non si fermò alla teoria e ai pamphlet e non furono i suoi scritti a renderlo famoso ma le sue azioni violente. Credeva che fosse necessaria una "rivoluzione violenta", come si può vedere in questo estratto dell'ultimo messaggio che scrisse nella sua cella poche ore prima di essere giustiziato: 
Tra gli attacchi a lui associati ci sono:
- l'esplosione della "City Bank" nel centro di Buenos Aires, il 24 dicembre 1927 alle 11:53, dove due persone furono uccise e diverse persone rimasero ferite;
- l'esplosione della "Bank of Boston" nel centro di Buenos Aires, il 4 dicembre 1927, dove ci furono solo danni materiali;
- l'esplosione dell'ambasciata americana in Argentina (a seguito dell'omicidio di Sacco e Vanzetti);
- l'esplosione del consolato italiano a Buenos Aires (dove erano riuniti i migliori uomini di Mussolini in Argentina), il 23 maggio 1928 alle 11:42, dove si contano nove morti e trentaquattro feriti.

Tutte queste morti provocarono gran parte dell'antipatia degli altri gruppi anarchici e la loro condanna sui giornali.
Ha anche partecipato a rapine, uccidendo un agente di polizia, l'agente Domingo Dedico, nel suo ultimo giorno di servizio, sfigurandolo con un colpo al volto. La più grande rapina a cui ha partecipato è stata quella di un camion pagato per 286.000 pesos.
Di Giovanni è stato rintracciato da membri della Polizia Federale in una tipografia in via Callao, dove si tenevano riunioni di gruppi anarchici. Due agenti hanno aspettato nelle vicinanze finché non hanno trovato Severino, che è fuggito dopo l'ordine di "fermarsi". Nel mezzo dell'inseguimento sono stati sparati dei colpi tra i soldati e Di Giovanni. Uno dei colpi sparati dalla polizia ha provocato la morte di una ragazza che stava uscendo di casa in via Corrientes. Dopo che una guardia giurata si è unita all'inseguimento, è caduta ferita a una gamba in via Riobamba, permettendo a Severino di scappare momentaneamente in un alloggio dove ha preso un parapetto dietro la porta. Successivamente un agente avanza e viene abbattuto. Di Giovanni avanza nelle profondità e sale sul tetto, circondato da altre truppe che si uniscono all'inseguimento. Dopo essere caduto da un'altezza di dieci metri sul fondo di una fattoria, fugge lungo via Ayacucho, raggiungendo Sarmiento dove entra in un garage dove viene colpito da un proiettile e cade a terra ferito e viene arrestato e portato in ambulanza e preso in custodia. La polizia all'ospedale Ramos Mejia. Una volta ripresosi, è stato portato in ambulanza al Penitenziario Nazionale accompagnato da quattro guardie e sorvegliato da un camion con dieci uomini armati, diverse auto e una motocicletta che fungeva da battitore.
Nel penitenziario è stato interrogato sotto tortura, cosa che in seguito ha aiutato a scoprire dove si trovava il suo alleato Paulino Scarfo.

Nel suo ultimo pamphlet Di Giovanni scrive: 
Questa è stata l'ultima goccia. Poche ore dopo l'arresto, fu pronunciata la sua sentenza, nonostante l'accanita difesa del tenente Juan Carlos Franco, designato suo difensore ufficiale. La difesa di Di Giovanni costò a Franco il congedo dall'esercito, la prigionia e l'esilio. Nonostante la pena di morte non esistesse in Argentina, Severino fu fucilato il giorno successivo, 1 febbraio 1931.
Poche ore prima di essere fucilato chiede un caffè dolce dalla sua cella. Lo rifiuta quando assaggia il primo sorso: "Ho ordinato con molto zucchero... Non importa, sarà la prossima volta", dice con umorismo acido. Viene colpito a morte gridando "Evviva l'Anarchia!" (Vivi l'anarchia!). Lo scrittore Roberto Arlt fu testimone della sentenza e scrisse un saggio al riguardo.
Il suo corpo fu sepolto sotto una croce senza nome. Successivamente è stato rimosso e nessuno sa dove siano i resti.
Le foto di Severino non sono molte, e quelle che esistono sono pochissime. Ci sono le foto della sua esecuzione.